# 37 Ochotnicza Dywizja Kawalerii SS „Lützow”
37 Ochotnicza Dywizja Kawalerii SS „Lützow” (imienia wybitnego dowódcy pruskiego Adolf von Lützowa) powstała w lutym 1945 roku w oparciu o pozostałości dywizji „Florian Geyr” i „Maria Theresia” oraz węgierskich volksdeutschów w Marchfeld niedaleko granicy węgiersko-słowackiej.

## Historia
W marcu 1945 wszystkie zdolne do walki elementy dywizji zostały podporządkowane 6 Armii Pancernej SS. Jednostka weszła do walki 4 kwietnia i brała udział w odwrocie przez Austrię. W maju poddała się sowietom.
Część jeńców dywizji „Lützow” brała udział w masowej ucieczce z obozu jeńców wojennych w Altheim, kiedy nie zostali zwolnieni tak jak żołnierze z regularnych jednostek Wehrmachtu.

## Dowódcy
- SS-Oberführer Waldemar Fegelein (26 lutego 1945 – marzec 1945)
- SS-Standartenführer Karl Gesele (marzec 1945 – maj 1945)

## Skład
- SS-Kavallerie Regiment 92 (pułk kawalerii)
- SS-Kavallerie Regiment 93 (pułk kawalerii)
- SS-Kavallerie Regiment 94 (pułk kawalerii)
- SS-Artillerie-Abteilung 37 (oddział artylerii)
- SS-Aufklärungs-Abteilung 37
- SS-Panzerjäger-Abteilung 37 (oddział przeciwpancerny, w tym jedna kompania wyposażona w Hetzery)
- SS-Pionier-Bataillion 37 (batalion saperów)
- SS-Nachrichten-Kompanie 37 (kompania zwiadu)
- SS-Sanitäts-Abteilung 37 (oddział sanitarny)
- SS-Nachschub-Truppen 37
- Feldersatz-Bataillon 37 (batalion uzupełnień)